# Pouchetia confertiflora
Pouchetia confertiflora là một loài thực vật có hoa trong họ Thiến thảo. Loài này được Mildbr. miêu tả khoa học đầu tiên năm 1937.